# 生駒治美
生駒 治美（いこま はるみ、1970年2月5日 - ）は、日本の女性声優。Jプロダクション所属。大阪府出身。

## 略歴
帝塚山学院大学文学部卒業。大阪テレビタレントビューロー（TTB）に所属していたが、一時期TTBを脱退し、フリーで活動する。2006年にTTBに復帰した後、2007年にJプロダクションに移籍。

## 人物
趣味はコーラス、テニス、ゴルフ、ヨガ。免許は着物の着付士。
大阪を拠点に活動する声優としては代表的であり、SNK・SNKプレイモアの格闘ゲームで『龍虎の拳』のキングや『サムライスピリッツ』のナコルルなどの多数の女性キャラクターを演じていることで知られる。また、フリーの間は東京で活動し、『こどものおもちゃ』の出演を機に、『おじゃる丸』などテレビアニメへの出演、特にネルケプランニングのキャスティングの作品への出演が目立った。

## 出演
太字はメインキャラクター。

### テレビアニメ
1997年
- こどものおもちゃ（松井風花）
- 夢のクレヨン王国（月の子、キンタ、ピット、カパ次郎、ネズミ（弟）、太郎ゴイ、ジョン 他）

1998年
- 浦安鉄筋家族（梅星涙、長崎屋奈々子、春彦母 他）
- おじゃる丸（金ちゃん〈坂田金太郎〉、田村小百合、フランソワ、少年時代のトミー 他）
- 発明BOYカニパン（1998年 - 1999年、ナッツ、オデーン） - 2シリーズ
- ひみつのアッコちゃん（浪速カン吉）
- ヨシモトムチッ子物語（テントウムシハナコ）

1999年
- こちら葛飾区亀有公園前派出所（花山小梅）
- 十兵衛ちゃん シリーズ（1999年 - 2004年、丸山翔子） - 2シリーズ

2002年
- デジモンフロンティア（トリカラボールモン）
- アソボット戦記五九（ミルク）

2003年
- 明日のナージャ（マドレーヌの母、男の子）
- 金色のガッシュベル!!（菓子屋店員）

### 劇場アニメ
- 映画おじゃる丸 約束の夏 おじゃるとせみら（2000年、金ちゃん〈坂田金太郎〉）

### OVA
- SAMURAI SPIRITS 2 アスラ斬魔伝（1999年、ナコルル）
- ナコルル 〜あのひとからのおくりもの〜  郷里之畏友編（2002年、ナコルル）

### Webアニメ
- THE KING OF FIGHTERS: DESTINY（2017年、キング）

### ゲーム
1992年
- 龍虎の拳 シリーズ（1992年 - 1996年、キング、ユリ・サカザキ〈初代〉、シンクレア） - 3作品

1993年
- サムライスピリッツ シリーズ（1993年 - 2008年、ナコルル、シャルロット、羅将神ミヅキ） - 12作品

1994年
- ザ・キング・オブ・ファイターズ シリーズ（1994年 - 2022年、キング、ブルー・マリー〈'97 - XI〉、ミカ〈'98〉、アナウンス〈'98〉） - 16作品

1995年
- 餓狼伝説 シリーズ（1995年、ブルー・マリー） - 5作品

1996年
- ヒロインドリーム2（御園小夜）

1998年
- 東京23区制服WARS（藤堂麗羅）
- 幕末浪漫第二幕 月華の剣士 〜月に咲く華、散りゆく花〜（直衛虎徹）

1999年
- ATHENA 〜Awakening from the ordinary life〜（高沖清乃）
- ヴォイスカーニバル メビウスの時計
- Lの季節 〜A piece of memories〜（氷狩吹雪）

2000年
- 夏色剣術小町（藤村紫京）
- CAPCOM VS. SNK MILLENNIUM FIGHT 2000（2000年 - 2001年、キング、ナコルル） - 2作品

2001年
- CAPCOM VS. SNK 2 MILLIONAIRE FIGHTING 2001（2001年 - 2002年、キング、ナコルル） - 3作品
- ナコルル 〜あのひとからのおくりもの〜（ナコルル、レラ）

2005年
- NEOGEO BATTLE COLISEUM（ナコルル）

### ビデオ
- SAMURAI SPIRITS 十二剣士列伝（ナコルル、シャルロット、その他女性キャラクター全般）
- 龍虎の拳2（キング）
- REAL BOUT 餓狼伝説 SPECIAL（ナレーション）
- THE KING OF FIGHTERS '95（キング）
- SNK Presents NEO-GEO DJ Station Live '99

### ラジオ
- サタディ・バチョン（ラジオ大阪） - 6代目アシスタント、1989年10月〜1990年9月
- ねおちゅぴ（ラジオ大阪） - 初代パーソナリティ
- 山本麻里安のShall We Lucky?（AM KOBE）
- ラジオ・ドラマ HAPPY BOY（ミカ）

### CD

#### CDシングル
- ねおちゅぴ オープニングテーマ〈星空のメロディー/ねおちゅぴNo.1〉
- -おじゃるとうたおう- おじゃる丸 かぞえうた
- あっちむいて ホイでおじゃる
- 野望の主題歌（「魔法ロイドのぞみちゃん達！」オープニングテーマ）

#### CDアルバム
- 餓狼伝説 THE BEST 〜Selected by Characters〜〈DanceでPeace!〉
- 餓狼伝説3 -Arrange Sound Trax-〈The Remains of My Love -The Sunset Sky Part V-〉
- 侍魂 THE BEST 〜Selected Characters〜〈心をつないで〉
- THE KING OF FIGHTERS '95 ARRANGE SOUND TRAX〈THE SONG OF FIGHTERS '95〉
- SNKキャラクターズ・サウンズ・コレクション Vol.2 ナコルル（ナコルル）
- NEO GEO SUPER LIVE! 1994（ナコルル）
- NEO GEO Gals Vocal Collection（ナコルル）〈-The Remains of My Love-、THE SONG OF FIGHTERS'95、HEAVY BABY's〉
- NEO GEO GUYS SONG COLLECTION〈THE SONG OF FIGHTERS II-、Dance でPeace!〉
- 新世界楽曲雑技団FINAL〈ねおちゅぴNo.1、Blue Mary's BLUES〉
- ナコルル 〜あのひとからのおくりもの〜 二番目の奇跡 初回特典CD（ナコルル）〈巫女の伝承唄、明日の果て〉
- NHKアニメおじゃる丸♪そんぐ・これくしょん♪〈あっちむいてホイでおじゃる〉
- 十兵衛ちゃん 未放映地区オリジナル・サウンドトラック〈転校生ラブリーズ、転校生ラブリーズ〜学園祭バージョン〉
- HAPPY BOY Vol.5 ボーカルコレクション〈恋の魔法〉
- V-station THE BEST（ラジオ大阪45周年記念CD）〈星空のメロディー/ねおちゅぴNo.1〉

#### ドラマCD
- リアルバウト餓狼伝説 2 THE NEWCOMERS 〜ドラマCD〜（ブルー・マリー）
- 侍魂 SAMURAI SPIRITS 〜ドラマCD〜（ナコルル）
  - サムライスピリッツ斬紅郎無双剣 -Arrange Sound Trax-（ナコルル）
  - 真説サムライスピリッツ武士道烈伝 ドラマCD（ナコルル、シャルロット）
  - 侍魂-SAMURAI SPIRITS- DRAMA CD（ナコルル）
  - SAMURAI SPIRITS 2 アスラ斬魔伝 ドラマCD（ナコルル）
  - 剣客異聞録 甦りし蒼紅の刃 サムライスピリッツ新章 ドラマCD（ナコルル）
- THE KING OF FIGHTERS '96 DRAMA CD（キング）
  - THE KING OF FIGHTERS'97 〜激突編〜（キング、ブルー・マリー）
  - THE KING OF FIGHTERS '98 DRAMA CD（ブルー・マリー）
- ATHENA 〜Awakening from the ordinary life〜 DRAMA CD（高沖清乃）
- NEO-GEO DJ Station（ナコルル、キング、シャルロット）〈声を聞かせて……〉
  - NEO-GEO DJ Station SPECIAL 〜ラジオドラマ編〜（ナコルル、キング、ブルー・マリー）
  - NEO-GEO DJ Station Live'98（ナコルル、ブルー・マリー）〈HEAVY BABY'S、声を聞かせて……、Blue Mary's BLUES〉
  - NEO-GEO DJ Station in ねおちゅぴ（ナコルル、キング、ブルー・マリー、ミカ）〈HEAVY BABY'S II〉
  - NEO-GEO DJ Station 2〜B.O.F.Returns（ナコルル、キング、ブルー・マリー、シャルロット）
  - NEO-GEO DJ Station Live'99（ナコルル、ブルー・マリー）〈心をつないで、HEAVY BABY'S III〉
- 魔法ロイドのぞみちゃん達! Vol.1（ツッチー）
  - 魔法ロイドのぞみちゃん達! Vol.2（ツッチー）〈ビー・マイ・ボーイ〉
  - 魔法ロイドのぞみちゃん達! Vol.3（ツッチー）
  - 魔法ロイドのぞみちゃん達! Vol.4（ツッチー）
  - 魔法ロイドのぞみちゃん達! ヴォーカル・コレクション（ツッチー）〈ビー・マイ・ボーイ〉
- HAPPY BOY vol.1 〜ゲンキくんとゆかいななかまたち〜（ミカ）
  - HAPPY BOY Vol.2 〜「強さ」のおくりもの〜（ミカ）
  - HAPPY BOY Vol.3 〜激強ライバル出現!〜 ラジオ・サントラ 1997/9/21 CDアルバム（ミカ）
  - HAPPY BOY Vol.4 〜ゲンキ旅立つ〜 ドラマ 1997/10/22 CDアルバム（ミカ）
- TSUBASA〜リングに羽ばたく少女たち〜（影山真琴）
- Days of Memories 3 オリジナルドラマCD（ナコルル、キング、ブルー・マリー）

#### その他CD
- おじゃる丸 ミュージカルでおじゃる
- ねおちゅぴベストトークコレクション
- 龍虎の拳（キング、ユリ・サカザキ）
- 龍虎の拳2（キング）
- SAMURAI SPIRITS（ナコルル）
  - 真 SAMURAI SPIRITS（ナコルル）
  - サムライスピリッツ斬紅郎無双剣 -Arrange Sound Trax-（ナコルル）
  - 侍魂-SAMURAI SPIRITS-（ナコルル）
  - SAMURAI SPIRITS 2 アスラ斬魔伝（ナコルル）
  - 剣客異聞録 甦りし蒼紅の刃 サムライスピリッツ新章（ナコルル）〈心をつないで 〜Strings version〜〉
- 餓狼伝説3（ブルー・マリー）
  - REAL BOUT 餓狼伝説（ブルー・マリー）
  - REAL BOUT 餓狼伝説2（ブルー・マリー）
- ART OF FIGHTING 龍虎の拳 外伝（シンクレア）
- THE KING OF FIGHTERS '94（キング）
  - THE KING OF FIGHTERS '95（キング）
  - THE KING OF FIGHTERS '96（キング）
  - THE KING OF FIGHTERS '97（キング、ブルー・マリー）
  - THE KING OF FIGHTERS '98（キング、ブルー・マリー）
  - THE KING OF FIGHTERS '99（キング、ブルー・マリー）
  - THE KING OF FIGHTERS 2000（キング、ブルー・マリー、ナコルル）
  - THE KING OF FIGHTERS THE BEST（キング）〈THE SONG OF FIGHTERS II〉

### CM
- NTT[10]
- 松下電器[10]
- 関西セルラー[10]

### その他コンテンツ
- おはスタ（ナレーション）
- 東京ゲームショウ2006 KOF MAXIMUM IMPACTサイドストーリー（シャーリィ）